# 阿克猎龙属
阿克猎龙属（意为“阿克河的猎人”）是阿贝力龙科兽脚亚目恐龙的一個屬，生存于晚白垩世，化石發現於法国南部的普里耶爾附近，模式种和唯一种是埃斯科达阿克猎龙（Arcovenator escotae）。

## 叙述

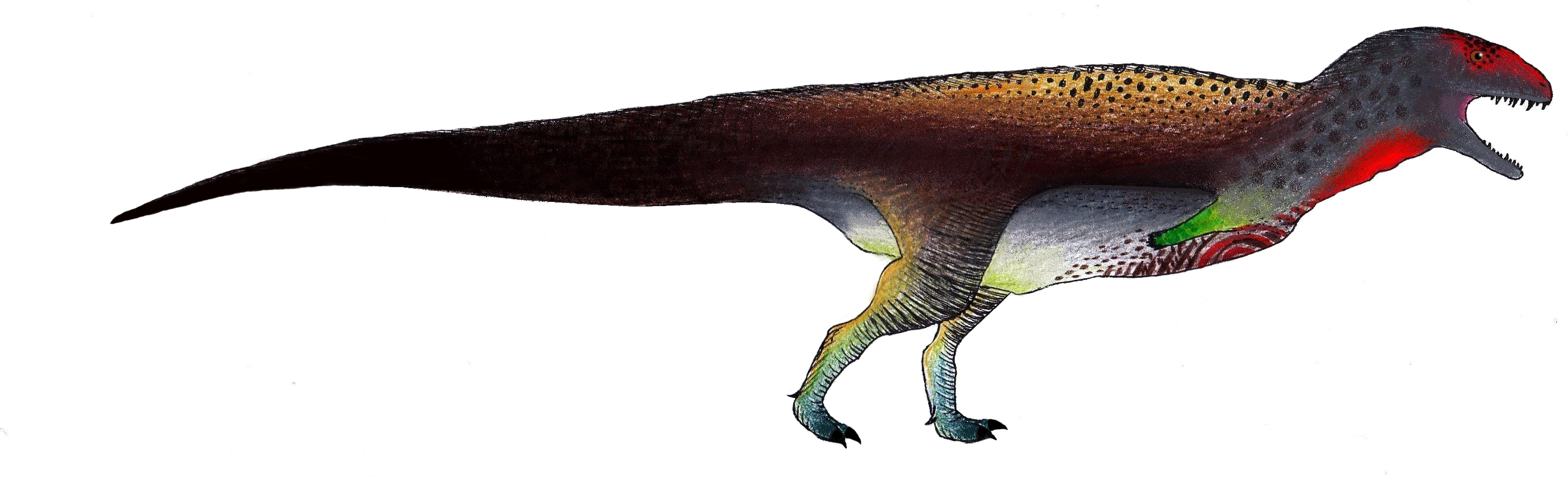
生命复原

阿克猎龙近乎完整的脑壳的尺寸与玛君龙和食肉牛龙相似，但深度较浅；因此最初估计其体长约为5—6米（16—20英尺），但在2016年，其体长被估计为4.8米（16英尺）。同年，莫利纳-佩雷兹（Molina-Pérez）和拉腊门迪（Larramendi）估计其体长为7.2米（23.6英尺），重950千克（2094磅）。阿克猎龙的颅顶显示出一个独特的诊断特征，即中线孔（midline foramen）。这一结构可能用来容纳松果体，位于一个由额骨形成的小圆顶的后表面上。额骨厚度与奥卡龙相当，尽管大于皱褶龙，但是小于胜王龙，该属一个并非很典型的特征是眼眶上方有一个较低的窝和一个较小的窗，与泪骨、额骨和眶后骨相邻。与颞上窗（supratemporal fenestrae）相邻的顶骨在其前内侧边缘形成嵴，当它们接近顶骨隆起时融合成一个矢状嵴。由于其独特的特征，即腹突（ventral process）和后突（posterior processes）被骨片所连接，眶后骨的形态处于始阿贝力龙祖徵的T形状态和食肉牛龙衍生的倒L形状态之间。眼窝背面一个厚而粗糙的突起延伸至泪骨并形成骨质眉嵴，而在其腹突（posterior processes）末端则有一个不太明显的外侧褶状粗隆（lateral rugose tuberosity），这些结构的形式类似于自衍征。枕旁突（paroccipital processes）带有明显的附属的背侧和腹侧骨棒，以限制枕骨大孔的外侧凹陷。该属的耳区与玛君龙非常相似，尽管侧面的基翼突（basipterygoid process）差别较大，前者的前嵴较短，第2和第3脑神经前的沟槽范围较小，与玛君龙亚科有轻微差异。鳞状骨与后者相似，只是顶骨突不太突出（parietal process）。一般来说，其外骨骼纹路（external bone ornamentation）比玛君龙更浅。阿克猎龙具有较高的牙齿，长度约为3至5.5厘米，在近中隆凸（mesial carina）顶端和远中隆凸（distal carina）的长度上有小齿且密度不等。
阿克猎龙的尾椎与玛君龙非常相似，尽管前者背腹受压程度更大。椎体具有双凹型（amphicoelous）关节，表面形状介于肌肉龙的圆形关节面和胜王龙的椭圆形关节面之间，既没有气腔也不属于上椎弓突-上椎弓凹关节。神经棘横突（transverse processes）不像短吻龙类那样倾斜。
阿克猎龙纤细的51厘米长的胫骨具有发育良好的胫嵴，这是阿贝力龙超科的共同特征。它有一个比内侧髁更突出的近外侧髁，腓嵴（fibular crest）近侧有一条轻微的前背曲线（anterodorsal curve）、一条明显的远侧纵嵴（distal longitudinal ridge）以及锥形踝骨，近半米长的腓骨具有角鼻龙类的典型解剖特征。

## 分类学与种系发生学
阿克猎龙是一属兽脚类动物，被置于阿贝力龙科这一演化支中，该演化支在林奈分类法中列为科。该分类群与阿贝力龙超科中的西北阿根廷龙科是近亲。后者依次与泥潭龙和角鼻龙构成角鼻龙科。
阿贝力龙科的显著特征是：颅骨短而高，表面具有广泛的纹路、前肢缩小、后肢粗壮。

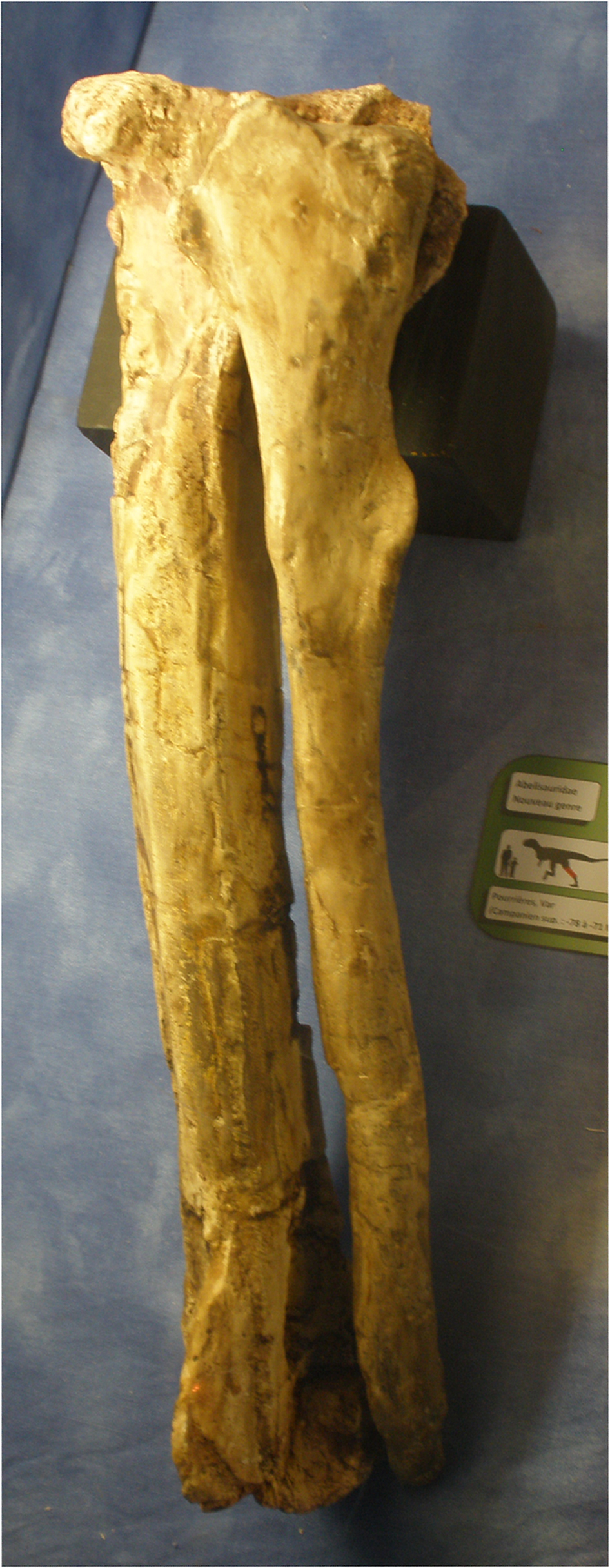
胫骨与腓骨

蒂埃里·托尔托萨（Thierry Tortosa）及其同僚进行了一项系统发育分析，总结在下面的演化树中，部分基于先前发表的研究成果，包括新发现的化石遗骸和其他已叙述但未命名的法国阿贝力龙类。
| 玛君龙亚科 Majungasaurinae | \| \| 普尔西厄的阿贝力龙科 Pourcieux abelisaurid \| \| \| \| \| \| 阿克猎龙 Arcovenator \| \| \| \| \| \| 玛君龙 Majungasaurus \| \| \| \| \| \| 印度龙 Indosaurus \| \| \| \| \| \| 容哈拉龙 Rahiolisaurus \| \| \| \| \| \| 胜王龙 Rajasaurus \| \| \| \| |
|                            | \| \| 普尔西厄的阿贝力龙科 Pourcieux abelisaurid \| \| \| \| \| \| 阿克猎龙 Arcovenator \| \| \| \| \| \| 玛君龙 Majungasaurus \| \| \| \| \| \| 印度龙 Indosaurus \| \| \| \| \| \| 容哈拉龙 Rahiolisaurus \| \| \| \| \| \| 胜王龙 Rajasaurus \| \| \| \| |
|                            | 普尔西厄的阿贝力龙科 Pourcieux abelisaurid |
|                            | |
|                            | 阿克猎龙 Arcovenator |
|                            | |
|                            | 玛君龙 Majungasaurus |
|                            | |
|                            | 印度龙 Indosaurus |
|                            | |
|                            | 容哈拉龙 Rahiolisaurus |
|                            | |
|                            | 胜王龙 Rajasaurus |
|                            | |

该研究总体上与先前的结果一致，即马修·卡拉诺和斯科特·桑普森（2008年）以及迭戈·波尔和奥利弗·劳赫（2012年）的系统发育分析。本次研究产生了一个相对较新的演化支，该演化支至少包括玛君龙、印度龙、胜王龙以及新属阿克猎龙。托尔托萨等人将这一发育良好的演化支命名为玛君龙亚科，并定义为：包含所有与玛君龙的关系比与食肉牛龙的关系更为密切的阿贝力龙科。这一分类群的成员具有各种共同的颅骨特征，包括细长的眶前窗（antorbital fenestra）。另外，值得注意的是，该研究与一些分析结果部分一致，因为一种化石更为零碎的法国角鼻龙类被放置在了阿贝力龙科，而与其他研究相反的是阿贝力龙被发现是一种食肉牛龙亚科。
另外，作者对阿贝力龙超科的古生物地理学也有一些见解：只是它们出现在所谓欧洲群岛（European Archipelago）上而混淆了中生代冈瓦纳古陆解体产生大陆的假说。可以看出，欧洲的阿贝力龙类有两个分支：相对原始的一支包括小型的阿尔比阶的膝龙和坎帕阶晚期的塔哈斯克龙；另一支更为衍生，包括体型更大的坎帕阶的阿克猎龙、马达加斯加的玛君龙和印度的胜王龙，后三者皆属于玛君龙亚科。系统发育分析得出的字符分布（character distributions）使得这些谱系彼此之间的联系比与其他阿贝力龙科之间的联系更不可能，这表明有关阿贝力龙科生物地理学的一系列更为复杂的事件中，隔离分化假说适用于较旧的事件，而海洋扩散（oceanic Dispersal）假说则适用于较新的事件。这些结果支持了拟议中的非洲作为欧洲与印度或马达加斯加之间动物群迁徙的“枢纽”以及南美阿贝力龙科隔离分化作用的假设。

## 发现与命名
埃斯科达阿克猎龙的化石在预防性古生物学和考古勘探活动期间，即在勒鲁日新堡和圣马克西曼-拉圣博姆之间A8高速公路沿线进行修建之前发现于法国普罗旺斯-阿尔卑斯-蓝色海岸大区瓦尔省的普里耶尔附近。下阿希莱斯-鲁蒂兰特斯组的相关晚坎帕阶地层（介于7200至7600万年前）位于法国东南部的普罗旺斯地区艾克斯盆地。正模标本目前保存于埃科省普罗旺斯自然历史博物馆，被发现与单个河流砂岩层紧密相关，由以下标本组成：MHNA-PV-2011.12.1，一个与右眶后骨连接的脑壳；MHNA-PV-2011.12.2，一个左鳞状骨；MHNA.PV.2011.12.15，一颗牙齿；MHNA.PV.2011.12.5，一节后段尾椎；MHNA.PV.2011.12.3，一个右胫骨；以及MHNA.PV.2011.12.4，一个右腓骨。在附近找到的两节前段尾椎（MHNA.PV.2011.12.198和MHNA.PV.2011.12.213）和三颗牙齿（MHNA.PV.2011.12.20、MHNA.PV.2011.12.187和MHNA.PV.2011.12.297）在距离和深度上都类似阿克猎龙，也被分配至该物种，但被认为属于不同的个体。上颌骨是所谓的“普尔西厄的阿贝力龙科”（Pourcieux abelisaurid）的唯一化石，由于它与阿克猎龙在时间和空间上的紧密联系以及系统发育分析的结果，因此至少可以归类于该属。
属名Arcovenator取自阿克河（Arc River），因为该属的化石发现地位于其河流盆地内，而venator在拉丁语中意为猎人。种名escotae纪念高速公路特许经营公司Escota，该公司自2006年以来为挖掘当地的地层提供了必要资金。

## 古生态学
埃斯科达阿克猎龙生活在伊比利亚-阿莫里克岛（Ibero-Armorican island）上，該島在今日屬於法國、西班牙和葡萄牙各自的一部分。普罗旺斯艾克斯的压缩沉降盆地是一个位于古纬度35°N的低起伏内流盆地，其南北边界以石灰岩高地的形式存在，分别是圣维克多和埃托伊勒板块，东面是莫尔山脉（Maure Mountain）。这些沉积物从其来源沿着河流流入一个常年湖泊，该湖泊形成于阿克猎龙时期的湖泊冲积物和河流沉积物的互层上，当时气候温暖、半湿润，季节明显。阿克猎龙化石出土于该地层不同层次的河流砂岩中，后者具有河口或决口扇的特征。该属化石与乌龟类的Foxemys、Solemys、鳄形超目的宽喙鳄和强壮鳄、翼龙类的神龙翼龙科、蜥脚亚目的泰坦巨龙类、鸟脚类的凹齿龙和结节龙科一起发现。当地和其他地区发现了大量中型阿贝力龙科化石碎片，特别是牙齿，表明这些动物当时在这个区域相当常见。